# Distretto di Cabana (Puno)
Il distretto di Cabana è uno dei quattro distretti della provincia di San Román, in Perù. Si trova nella regione di Puno e si estende su una superficie di 191,23 chilometri quadrati.

Ha per capitale la città di Cabana e contava 4.602 abitanti al censimento 2005.